# رومان هيرفيه
رومان هيرفيه (بالفرنسية: Romain Hervé)‏ هو عازف بيانو فرنسي، ولد في 9 أغسطس 1977 في رين في فرنسا.

## وصلات خارجية
- الموقع الرسمي
- رومان هيرفيه على موقع ميوزك برينز (الإنجليزية)
- رومان هيرفيه على موقع ديسكوغز (الإنجليزية)